# بئر خات (الرقة)
بئر خات قرية سورية تتبع ناحية عين عيسى في منطقة تل أبيض في محافظة الرقة. بلغ عدد سكانها 616 نسمة في عام 2004 حسب إحصاء المكتب المركزي للإحصاء.